# La Capelle-et-Masmolène
La Capelle-et-Masmolène is een gemeente in het Franse departement Gard (regio Occitanie) en telt 357 inwoners (2004). De plaats maakt deel uit van het arrondissement Nîmes. De gemeente bestaat uit de dorpen La Capelle in het oosten en Masmolène in het westen, die in 1814 tot één gemeente werden verenigd.

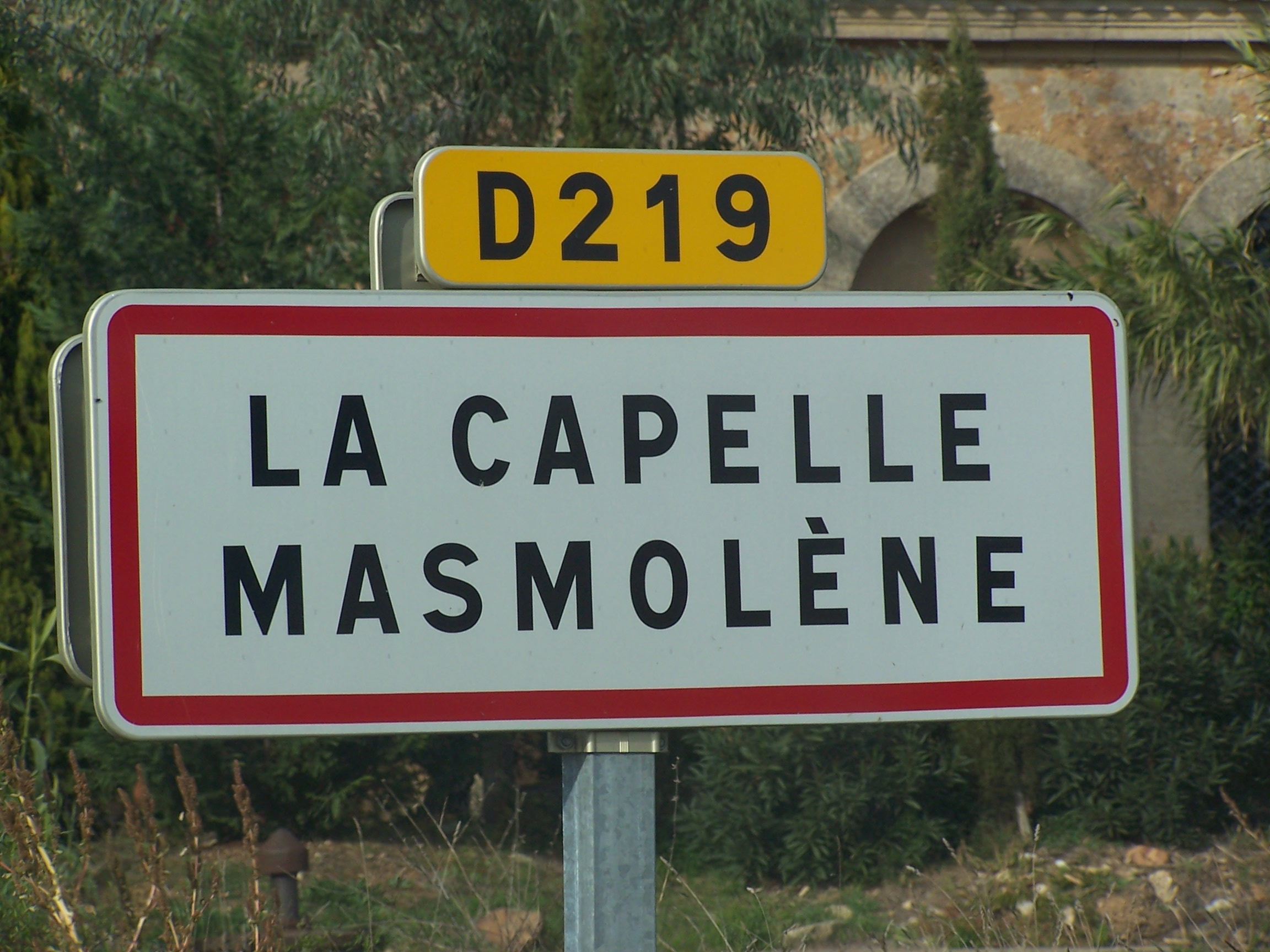
Plaatsbord

## Geografie
De oppervlakte van La Capelle-et-Masmolène bedraagt 24,8 km², de bevolkingsdichtheid is 14,4 inwoners per km².
De onderstaande kaart toont de ligging van La Capelle-et-Masmolène met de belangrijkste infrastructuur en aangrenzende gemeenten.

## Demografie
Onderstaande figuur toont het verloop van het inwonertal (bron: INSEE-tellingen).